# Критинин, Иван Андреевич
Иван Андреевич Критинин — советский хозяйственный, государственный и политический деятель.

## Биография
Родился в 1923 году в селе Сорокино. Член КПСС.
Окончил Сибирский металлургический институт.
В 1941—1944 — осмотрщик отдела технического контроля Кузнецкого металлургического комбината.
В 1947—1965 — мастер паровых турбин, подручный вальцовщика, старший мастер, начальник смены, заместитель начальника, начальник рельсобалочного цеха Кузнецкого металлургического комбината.
В 1965—1981 — начальник производственного отдела, главный инженер, директор Новокузнецкого металлургического комбината.
В 1981—1982 — директор Восточного филиала Института чёрной металлургии .
В 1982—1985 — советский специалист в заграничной командировке.
Умер в 1990 году в Москве.

## Награды
- Орден Октябрьской Революции (дважды)
- Орден Трудового Красного Знамени (трижды)
- Орден Знак Почёта